# Johann Anton Güldenstädt
Johann Anton Güldenstädt est un explorateur et un naturaliste allemand de la Baltique, sujet de l'Empire russe, né le 26 avril 1745 à Riga et mort le 23 mars 1781 à Saint-Pétersbourg, qui fut l'un des premiers Européens à étudier la culture et les mœurs des peuples du Caucase du Nord, notamment les Ossètes et les Ingouches, et le premier auteur d'une description de la géologie (dont l'origine du tchernoziom), de la flore et de la faune (dont le genre Spalax et une espèce de spermophile) des steppes du sud de la Russie.

## Biographie
Il fait des études de médecine à Francfort-sur-l'Oder, puis à Berlin où il obtient son doctorat en 1767. Son père, secrétaire du cabinet de curiosités de l'empereur, l'initie très tôt à l'histoire naturelle.
L’année suivante, il est invité par l'Académie impériale de Saint-Pétersbourg à se joindre à l'expédition de Peter Simon Pallas, organisée par Catherine II de Russie pour explorer et étudier la Russie. Il voyage dans la région d’Astrakhan, puis dans le Caucase jusqu'en Géorgie. Ce voyage s'effectue pendant la guerre russo-turque de 1768-1774 et revêt donc une certaine importance stratégique en plus des connaissances scientifiques qu'il doit apporter. Il est accompagné de quatre étudiants, Alexeï Beliaïev, Boris Zriakovski, Adrian Sokolov et Stepan Kracheninnikov qui le rejoint après avoir fait partie de l'équipe de Gmelin, d'un dessinateur, Grigori Biely, et d'un taxidermiste, Semion Tarbeïev, ainsi que de chasseurs à pied. L'expédition démarre avec les autres groupes de Peter Simon Pallas de Saint-Pétersbourg en juin 1768, elle gagne Novgorod, Moscou, Voronej et Astrakhan qu'elle atteint en décembre 1769, tandis que les autres groupes suivent d'autres itinéraires. Güldenstädt se dirige ensuite vers Kizliar où il demeure jusqu'à l'automne 1771, et qui constitue la base d'expéditions dans la région pour étudier les territoires avoisinants des Tchétchènes, des Cosaques du Terek, des Koumyks, des Ingouches. L'expédition passe par la Petite Kabardie et l'Ossétie. Güldenstädt découvre des champs pétrolifères et des sources minérales en Ciscaucasie et procède à des expérimentations scientifiques, tandis qu'il décrit la flore et la faune des régions traversées. L'Académie lui ayant donné instruction d'étudier les langues et dialectes des ethnies de ces contrées, il recueille donc également des informations concernant la linguistique. Il n'explore pas l'actuel Daghestan, zone alors dangereuse (Gmelin y sera enlevé en 1774 et trouve la mort), mais une toute petite portion à la frontière de la Kakhétie d'où il peut recueillir des données sur les tribus montagnardes et sur la géographie.
Il atteint la Géorgie dans le courant de septembre 1771 et y passe une année entière. Il explore la Kakhétie avec le roi Héraclius de Kakhétie et de Kartli et le sud de la contrée avec le prince David Eristavi. Il retourne ensuite en Géorgie occidentale où il rencontre le roi d'Iméréthie, Salomon Ier, et visite les provinces de cette contrée. Güldenstädt se sent bien accueilli et profite de son séjour pour en rapporter le plus d'informations possibles et nouer des liens avec le roi Héraclius qui s'intéresse à la minéralogie et aux gisements. L'équipe de Güldenstädt prend le chemin du retour à l'automne 1772. Il passe un mois à Stepantsminda où il se consacre à la description de la situation géographique et politique de la Géorgie. Il rejoint ensuite le nord du Caucase, passe l'hiver à Kizliar et le début du printemps. Il explore ensuite la région entre le Terek et la Sounja, parcourt la Grande Kabardie et la région des Cinq-Montagnes et de la Kouma. Il arrive à Tcherkassk en juillet 1773. Ensuite il décide de partir par voie maritime de l'embouchure du Don vers la Tauride (actuelle Crimée), mais il renonce à ce projet à cause de la guerre. L'équipe scientifique se retrouve donc à Krementchoug et prend la route de la capitale impériale par Poltava, Kiev, Oriol et Toula. Elle est à Moscou dans la seconde moitié de décembre 1774, où elle passe une partie de l'hiver. Güldenstädt est de retour à Saint-Pétersbourg le 2 mars 1775.
Güldenstädt commence alors à publier quelques articles à son retour à Saint-Pétersbourg, mais l'essentiel de ses travaux ne paraîtra qu'après sa mort grâce à Peter Simon Pallas (1741-1811) sous le titre de Reisen durch Russland und im Caucasischen Gebürge (1787-1791).

## Résultat

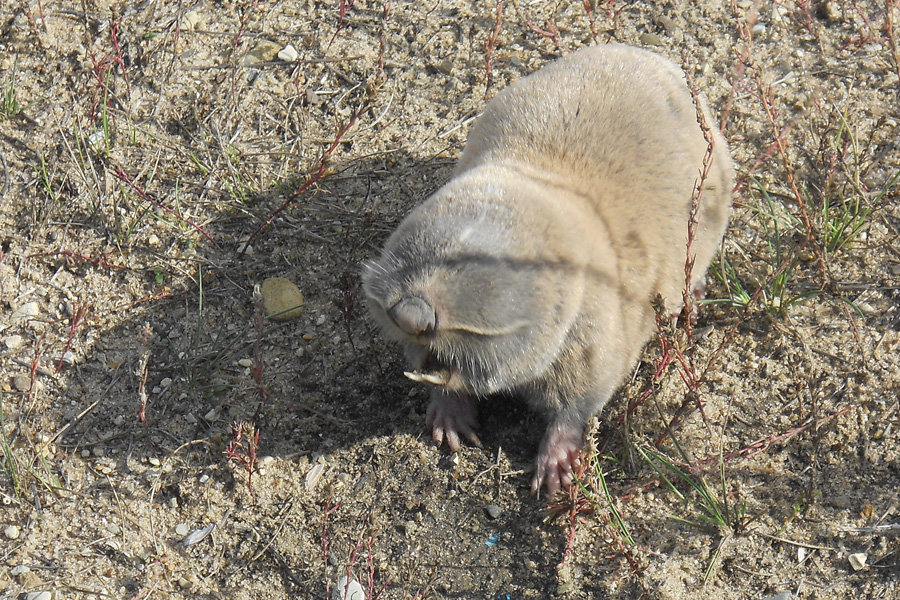
Spalax microphthalmus découvert par Güldenstädt

Au cours de cette expédition, Güldenstädt aura étudié les sources de la Dvina, du Dniepr, de la Volga et du Don, ainsi que la géographie, la faune et la flore de la Basse-Volga, du Bas-Don et des côtes de la mer d'Azov. Il aura exploré le Caucase et des régions de la future Nouvelle-Russie. Cette expédition est la première d'une telle ampleur pour l'étude du Caucase et du sud de la Russie.
Certaines découvertes ne seront comprises et exploitées que plus tard, comme les gisements miniers du Don, les salines d'Bakhmout (179 km2), etc.
Güldenstädt est nommé académicien en 1774. Il décrit le chat des marais en 1776 dans un article intitulé Chaus – Animal feli adfine descriptum paru à Saint-Pétersbourg dans Commentarii Academiae Scientiarum Imperialis Petropolitanae. Il meurt du typhus à l'âge de 35 ans, alors qu'il soignait des victimes d'une épidémie à Saint-Pétersbourg.

## Œuvres
- (la) Dissertatio inaug. Theoria virum corporis humani primitivarum, Francfort-sur-l'Oder, 1767.
- (fr) Discours sur les produits de la Russie propres pour soutenir la balance du commerce extérieur toujours favorable, Saint-Pétersbourg, 1776, 61 pages.
- (de) Reisen durch Russland und im Caucasischen Gebürge / Auf Befehl der Russisch-Kayserlichen Akademie der Wissenschaften herausgegeben von P.S. Pallas, Saint-Pétersbourg, Académie impériale des sciences de Russie, vol. 1. — 1787; vol 2. — 1791.
- (ru) Географическое и статистическое описание Грузии и Кавказа из Путешествия г-на академика И. А. Гильденштедта чрез Россию и по Кавказским горам [Description géographique et statistique de la Géorgie et du Caucase… en 1770, 1771, 1772 et 1773], Saint-Pétersbourg: Académie impériale des sciences, 1809.
- (de) Reisen durch Georgien und Imerethi / Aus seinen Papieren gänzlich umgearbeitet und herausgegeben von J. Klaproth. — Berlin, 1815.
- (de) Beschreibung der Kaukasischen Länder, hrgg. von J. Klaproth, Berlin, 1834.
- (ru) Journal de voyage de l'académicien Güldenstädt dans le sud de la Russie en 1773-1774 / traduction de l'allemand de M. Chougourov // Записки Одесского общества истории и древностей [Notes de la Société d'histoire et d'antiquité d'Odessa], 1879, Т. 11, pages 180—228.
- (ru) Voyage au Caucase en 1770-1773, Saint-Pétersbourg (d'après ses notes traduites en russe), in: études orientales de Saint-Pétersbourg, 2002.

## Source
- (ru) Cet article est partiellement ou en totalité issu de l’article de Wikipédia en russe intitulé « Гюльденштедт, Иоганн Антон » (voir la liste des auteurs).

Gueldenst. est l’abréviation botanique standard de Johann Anton Güldenstädt.
Consulter la liste des abréviations d'auteur en botanique ou la liste des plantes assignées à cet auteur par l'IPNI, la liste des champignons assignés par MycoBank, la liste des algues assignées par l'AlgaeBase et la liste des fossiles assignés à cet auteur par l'IFPNI.
Güldenstädt est l’abréviation habituelle de Johann Anton Güldenstädt en zoologie.

Consulter la liste des abréviations d'auteur en zoologie ou la liste des taxons zoologiques assignés à cet auteur par ZooBank